# 高坪站 (庆尚北道)
高坪站（：／ Gopyeong yeok */?）曾为韩国铁路庆北线上的一个车站，位于庆尚北道醴泉郡醴泉邑高坪里，目前已废止。

## 历史
- 1931年10月16日，落成使用。
- 1944年10月1日，停止使用。
- 1966年10月1日，重新使用[1]。
- 2001年7月1日，停止使用。